# Zygmunt Janiszewski
Zygmunt Janiszewski (Varsóvia, 12 de junho de 1888 — Lviv, 3 de janeiro de 1920) foi um matemático polonês.
Foi membro da Escola de Matemática de Varsóvia.
Janiszewski estudou a partir de 1907 em Zurique, Munique, Göttingen, Paris, com doutorado em 1911 na Sorbonne, orientado por Henri Lebesgue. Além de Lebesgue, a banca examinadora foi composta por Henri Poincaré e Maurice Fréchet. 
Antes da Primeira Guerra Mundial lecionou a partir de 1911 na Société des Cours des Sciences em Varsóvia, e a partir de 1913 em Lviv. Combateu como soldado da legião Józef Piłsudski na Primeira Guerra Mundial, tendo então de cair no ostracismo. Com identidade falsa em nome de Zygmunt Wicherkiewicz foi, entre outros, diretor de orfanato. Após a guerra foi professor em 1918 na Universidade de Varsóvia. Utilizou a herança recebida de sua família para obras de caridade e formação própria. Foi, juntamente com Wacław Sierpiński e Stefan Mazurkiewicz, fundador do periódico Fundamenta Mathematicae. Janiszewski faleceu com 31 anos de idade, vítima da gripe espanhola.
Como matemático interessou-se principalmente com a topologia da teoria dos conjuntos, sendo um de seus iniciadores na Polônia, onde esta área floresceu na década de 1920.